# Dyscophus antongilii
La rana pomodoro (Dyscophus antongilii Grandidier, 1877) è una rana della famiglia Microhylidae, endemica del Madagascar. In malgascio è nota come sangongong.

## Descrizione

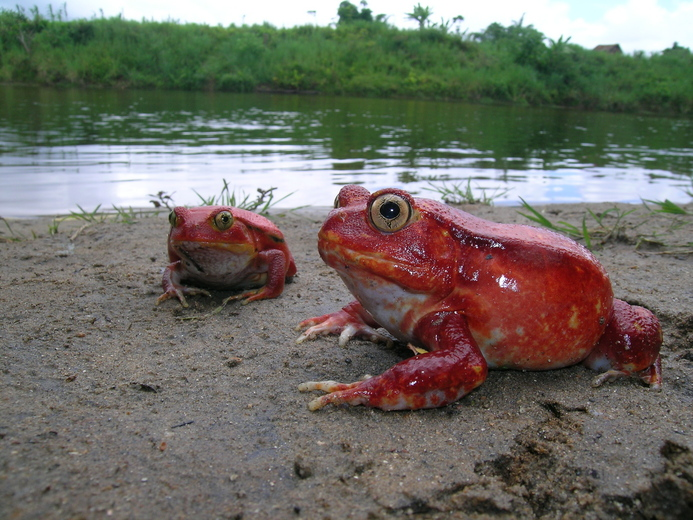

La caratteristica distintiva di questa specie è senz'altro la smagliante livrea rossa a cui deve il nome comune. I soggetti giovani presentano invece il dorso giallo e i fianchi e le estremità neri.

È una rana di notevoli dimensioni con un marcato dimorfismo sessuale: raggiunge 6–7 cm di lunghezza nei maschi, 8–10 cm nelle femmine. Il peso delle femmine può superare i 200 grammi.

## Biologia
Vivono negli specchi di acqua stagnante. La loro pelle secerne una sostanza biancastra che può risultare irritante per l'uomo. Se disturbate si gonfiano per scoraggiare gli eventuali predatori.
Producono caratteristiche emissioni sonore  che consistono in una serie di 3-7 note disarmoniche con frequenze da 0.1-1.1 kHz.

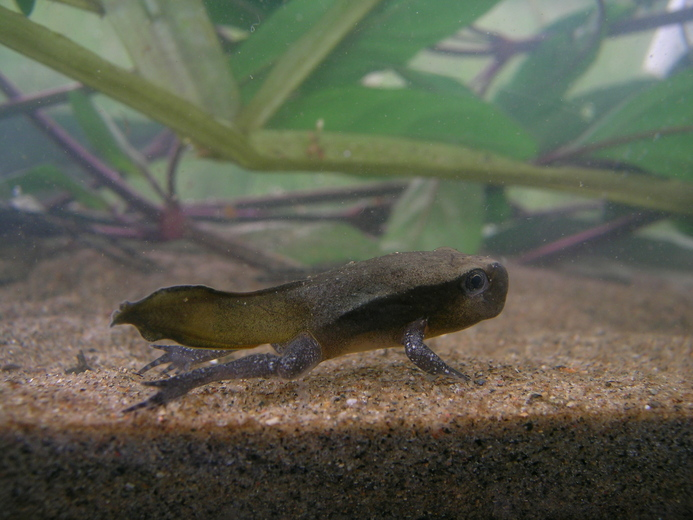
Girino

### Alimentazione
La rana pomodoro si nutre soprattutto di insetti, limacce e vermi.

### Riproduzione
Le femmine raggiungono la maturità sessuale tra i 2 e i 3 anni.
Depongono da 1000 a 1500 piccole uova avvolte da una massa gelatinosa galleggiante sull'acqua. Dopo circa 36 ore dalla deposizione si ha la fuoriuscita dei girini che misurano 5–6 mm. La metamorfosi si completa dopo circa 45 giorni. Le forme giovanili sono di colore giallo sul dorso, nero sui fianchi e sulle estremità.

## Distribuzione e habitat
Presente nelle aree rurali della baia di Antongil e all'interno del territorio urbano di Maroantsetra, nel Madagascar nord-orientale.
Vive in fossi, stagni e risaie, dal livello del mare sino a 200 m di altitudine.

## Conservazione
D. antongilii è inserito nell'Appendice I della CITES, che ne vieta il commercio (in passato principalmente destinato al mercato terraristico).
La IUCN red list considera questa specie come a "rischio minimo" (least concern).